# Wasilij Zołotariow
Wasyl Andriejewicz Zołotariow, Василий Андреевич Золотарёв (ur. 12 lutego?/24 lutego 1872 w Taganrogu; zm. 25 maja 1964 w Moskwie) – rosyjski kompozytor i pedagog. 
Kompozycję studiował w konserwatorium w St. Petersburgu w klasie Milija Bałakiriewa (w latach 1893–1898) i Nikołaja Rimskiego-Korsakowa (w latach 1898–1900). Następnie sam uczył w konserwatorium w Moskwie, w Odessie, w Kijowie, na Uralu oraz w Mińsku, dokąd przeprowadził się w 1937 roku. W 1932 otrzymał tytuł Zasłużonego Artysty RFSRR, a w 1949 Ludowego Artysty BSRR. Był odznaczony Orderem Lenina (1955). W 1950 został laureatem Nagrody Państwowej ZSRR. W latach 1939–1941 jego uczniem był Mieczysław Wajnberg.
Ważniejsze utwory
- opera Dekabryści (Декабристы) (1925); nowa redakcja jako Kondrati Ryleev w 1957
- balet Książę-jezioro (Князь-озеро) (1949), nagrodzony Nagrodą Stalinowską w 1950
- Wiejskie święto (Деревенский праздник), uwertura na orkiestrę, Op. 4 (1901)
- Rapsodia hebrajska (Еврейская рапсодия), na orkiestrę, Op. 7 (1903)
- Symfonia nr 1, Op. 8 (1903)
- Ouverture-fantaisie, Op. 22 (1907)
- Koncert wiolonczelowy (1963)
- 6 kwartetów smyczkowych (1901, 1902, 1905, 1913, 1930, 1959 "na tematy rosyjskie")
- Kwintet smyczkowy f-moll (1905)
- 2 sonaty na fortepian (1904, 1927)
- kantata chóralna Raj i Peri (Рай и Пери) (1900); nagrodzona Nagrodą Rubinsteina
- romanse na głos i forteian: Op. 1 (1900), Op. 16 (1904)i Op. 17 (1905)

## Literatura
- Fuga: podręcznik do nauki, Moskwa 1956
- Wspomnienia o moich wielkich nauczycielach, przyjaciołach i towarzyszach, Moskwa 1957